# 索普威思航空公司
索普威思航空公司，是第一次世界大战前在英國創業的飞机制造公司。最著名的飞机是索普威思·骆驼式战斗机。1919年4月改称索普威思航空与工程有限公司，1920年9月因轉型生產摩托車的策略失敗，公司進行關閉清算，殘餘資產及技術專利讓售給霍克飞机公司。

## 介紹
索普威思公司是由一名富裕的運動員兼飛行員冒險家托马斯·索普威思在24歲時創辦，索普威思在1912年11月打造並賣給英軍一架他自製的飛機之後，在倫敦西南方的金斯頓火車站附近的坎特伯里公園路一處倒閉的溜冰場開設飛機製造工廠，最初與桑德斯-羅公司合作打造索普威斯蝙蝠船水上飛機，在1914年遷廠到南安普敦伍思頓。
雖然在戰爭期間，以索普威思的型號生產的飛機高達16,000架以上，但是絕大部分都是轉包製造，而非原廠製品。戰後公司原先計畫投入民航機市場，但是當時市場充斥著大量退役軍品，因此生意拓展不順利。在1919年公司改名後，買入ABC摩托車公司專利授權與生產機具試圖轉型，但是在1920年9月公司經營層決定進行關閉清算。
公司結束營運後，湯瑪士·索普威思與亨利·霍克、弗雷德里克·西德里斯克（Frederick Sigrist）、比爾·艾爾（Bill Eyre）一同成立了霍克工程有限公司，這是後來霍克飛機公司與霍克西德利公司的前身。

## 飞机产品

### 战前
- Sopwith-Wright Biplane (1912)
- Sopwith Hybrid Biplane (1912)
- Sopwith Three-seater(1912)
- Sopwith Bat Boat (1913)
- Sopwith Sociable (1913)
- Sopwith 1913 Circuit of Britain floatplane 参见 Sopwith Bat Boat Improved Type 2 (Circuit of Britain)
- Sopwith Admiralty Type C (1914)
- Sopwith Special torpedo seaplane Type C
- Sopwith 1914 Schneider Racer
- Sopwith Type SPGN or "Gunbus"

### 一战
- Sopwith Admiralty Type 137
- Sopwith Type 806
- Sopwith Type 807
- Sopwith Type 860
- Sopwith Two-Seat Scout
- Sopwith Tabloid
- Sopwith Baby
- Sopwith Sparrow Sopwith 1½ Strutter（英语：Sopwith 1½ Strutter）轰炸机的三视图
- Sopwith 1½ Strutter
- 索普威思·骆驼式战斗机
- Sopwith Triplane
- Sopwith L.R.T.Tr.

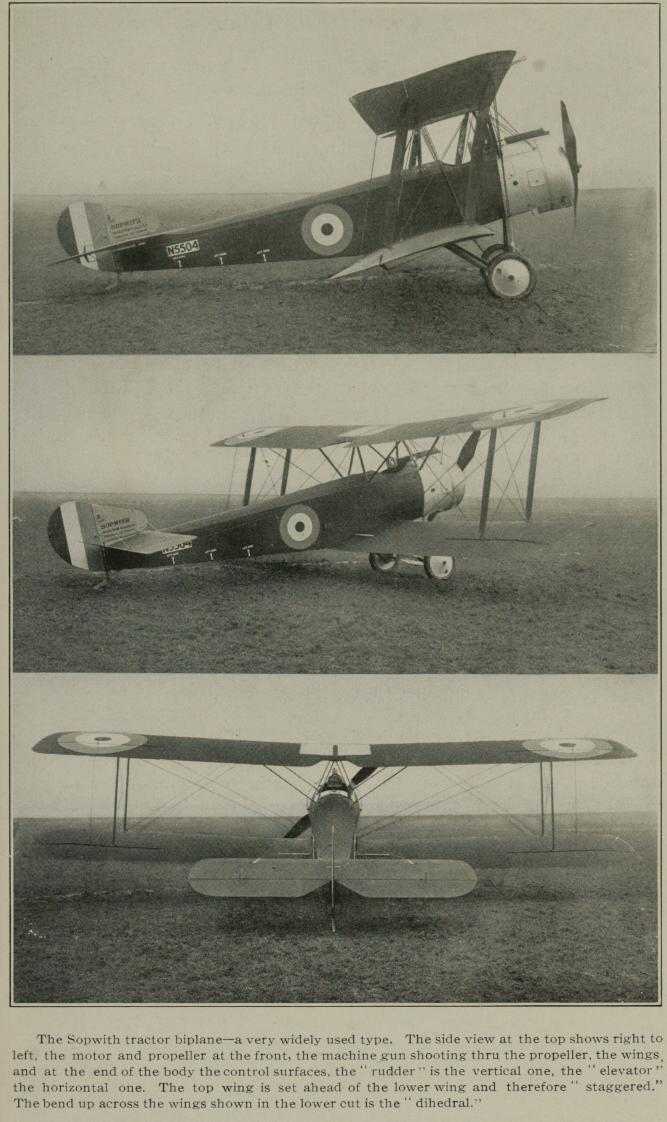
Sopwith 1½ Strutter轰炸机的三视图

- Sopwith Hispano-Suiza Triplane[1]
- Sopwith Bee
- 索普威思·骆驼式战斗机
- Sopwith B.1
- Sopwith Hippo
- Sopwith Cobham Twin Engine Bomber
- Sopwith AT "Aerial Target" – radio controlled guided missile
- Sopwith Dragon
- Sopwith Snipe
- Sopwith Dolphin
- Sopwith Salamander
- Sopwith Cuckoo
- Sopwith Bulldog
- Sopwith Buffalo
- Sopwith Rhino
- Sopwith Scooter
- Sopwith Swallow
- Sopwith Snail
- Sopwith Snapper
- Sopwith Snark

### 一战后
- Sopwith Gnu
- Sopwith 1919 Schneider Cup Seaplane
- Sopwith Atlantic
- Sopwith Antelope
- Sopwith Wallaby
- Sopwith Rainbow racer
- Sopwith Grasshopper